# Yagub Mammadov
Pour les articles homonymes, voir Mammadov et Yagub Mammadov (chanteur de mugham).
Yagub Mammadov, de son vrai nom Yaqub Cavad oğlu Məmmədov (né le 3 mars 1941) est un médecin et homme d'État azerbaïdjanais.

## Biographie
Né à Ali-İsmayıllı, rayon de Qadabay, dans la république socialiste soviétique d'Azerbaïdjan, il est professeur de médecine, spécialisé en physiologie pathologique et membre depuis 1989 de l'Académie nationale des sciences d'Azerbaïdjan.
Député au parlement azerbaïdjanais, il en est le président le 6 mars 1992 lorsque le premier président de la république d'Azerbaïdjan, Ayaz Mütəllibov, est contraint à la démission en raison des revers militaires subis dans la guerre contre l'Arménie. À ce titre, c'est Mammadov qui assure l'intérim de la fonction présidentielle.
Il entreprend alors des négociations avec le président arménien Levon Ter-Petrossian, qu'il part rencontrer en terrain neutre, en Iran. Mal lui en prend : pendant son voyage, les forces arméniennes du Haut-Karabagh s'emparent de la ville de Latchine, petite localité coincée entre l'enclave séparatiste et l'Arménie, assurant ainsi une continuité territoriale entre l'Arménie et le Haut-Karabagh. Le parlement, fidèle à l'ancien président Mütəllibov, rétablit celui-ci dans ses fonctions le 14 mai, mais le mécontentement est tel que dès le 18, Mütəllibov est de nouveau chassé et Mammadov contraint à la démission. Il est remplacé au poste de président du parlement et donc président de la République par intérim par Issa Gambar, membre du parti nationaliste et anti-communiste du futur président de la République, Aboulfaz Eltchibeï.